# Mrsać
Mrsać (cyr. Мрсаћ) – wieś w Serbii, w okręgu raskim, w mieście Kraljevo. W 2011 roku liczyła 1307 mieszkańców.